# Peter in volk (Prokofjev)
Sergej Prokofjev: Peter in volk, glasbena pravljica za recitatorja in orkester, op. 67 (1936)
Prokofjev je skladbo napisal po vrnitvi v Rusijo, leta 1936. Sam je napisal tudi zgodbo, ki jo med igranjem orkestra pripoveduje recitator. Leta 1946 je po Prokofjevi zgodbi posnel risani film Walt Disney, sicer pa je bila večkrat uporabljena tudi v drugih kulturnih medijih. V zgodbi nastopajo liki, ki jih uprizarjajo različna glasbila:
- ptička - flavta
- račka - oboa
- mačka - klarinet
- dedek - fagot
- volk - rogovi
- lovci - pihala
  - streli lovcev - timpani
- Peter - godala

## Instrumentalna zasedba
Flavta, oboa, klarinet (v A), fagot, 3 rogovi, trobenta, pozavna, timpani, triangel, tamburin, činele, kastanete, »snare« boben, gran cassa in godala.